# Боэй-Безен
Боэ́й-Безе́н (фр. Boeil-Bezing) — коммуна во Франции, находится в регионе Аквитания. Департамент — Атлантические Пиренеи. Входит в состав кантона Валле-де-л’Ус и дю Лагуэн. Округ коммуны — По.
Код INSEE коммуны — 64133.

## География
Коммуна расположена приблизительно в 660 км к югу от Парижа, в 185 км южнее Бордо, в 13 км к юго-востоку от По.
На юго-западе коммуны протекает река Гав-де-По.

### Климат
Климат тёплый океанический. Зима мягкая, средняя температура января — от +5°С до +13°С, температуры ниже −10 °C бывают редко. Снег выпадает около 15 дней в году с ноября по апрель. Максимальная температура летом порядка 20-30 °C, выше 35 °C бывает очень редко. Количество осадков высокое, порядка 1100 мм в год. Характерна безветренная погода, сильные ветры очень редки.

## Население
Население коммуны на 2010 год составляло 1234 человека.
| 1962 | 1968 | 1975 | 1982 | 1990 | 1999 | 2010 |
| ---- | ---- | ---- | ---- | ---- | ---- | ---- |
| 773  | 791  | 930  | 1009 | 962  | 935  | 1234 |

## Администрация
| Период | Период | Фамилия    | Партия                  | Примечания |
| ------ | ------ | ---------- | ----------------------- | ---------- |
| ?      | 1971   | Пьер Фуше  |                         | фермер     |
| 1971   | 2001   | Жан-Жак Пе | Социалистическая партия | фермер     |
| 2001   | 2020   | Марк Дюфо  |                         | учитель    |

## Экономика
В 2010 году среди 772 человек трудоспособного возраста (15-64 лет) 588 были экономически активными, 184 — неактивными (показатель активности — 76,2 %, в 1999 году было 69,9 %). Из 588 активных жителей работали 550 человек (282 мужчины и 268 женщин), безработных было 38 (13 мужчин и 25 женщин). Среди 184 неактивных 66 человек были учениками или студентами, 82 — пенсионерами, 36 были неактивными по другим причинам.

## Достопримечательности
- Церковь Св. Викентия (1871 год)[4]

## Фотогалерея
- Боэй-Безен
- Вокзал